# Grand Magus
Grand Magus – szwedzka grupa wykonująca muzykę z pogranicza doom i heavy metalu. Powstała w 1996 roku w Sztokholmie. Od 2012 roku skład grupy tworzą basista i wokalista Mats „Fox Skinner” Heden, gitarzysta i wokalista Janne „JB” Christoffersson oraz perkusista Ludwig Witt. Do 2016 roku ukazało się osiem albumów studyjnych Grand Magus cieszących się, prawdopodobnie największą popularnością w Niemczech, Austrii i Szwajcarii. W swej twórczości trio odwołuje się do dokonań m.in. takich zespołów jak: Black Sabbath, Deep Purple, Judas Priest, Manowar, Rainbow, Uriah Heep, czy Nazareth.

## Historia

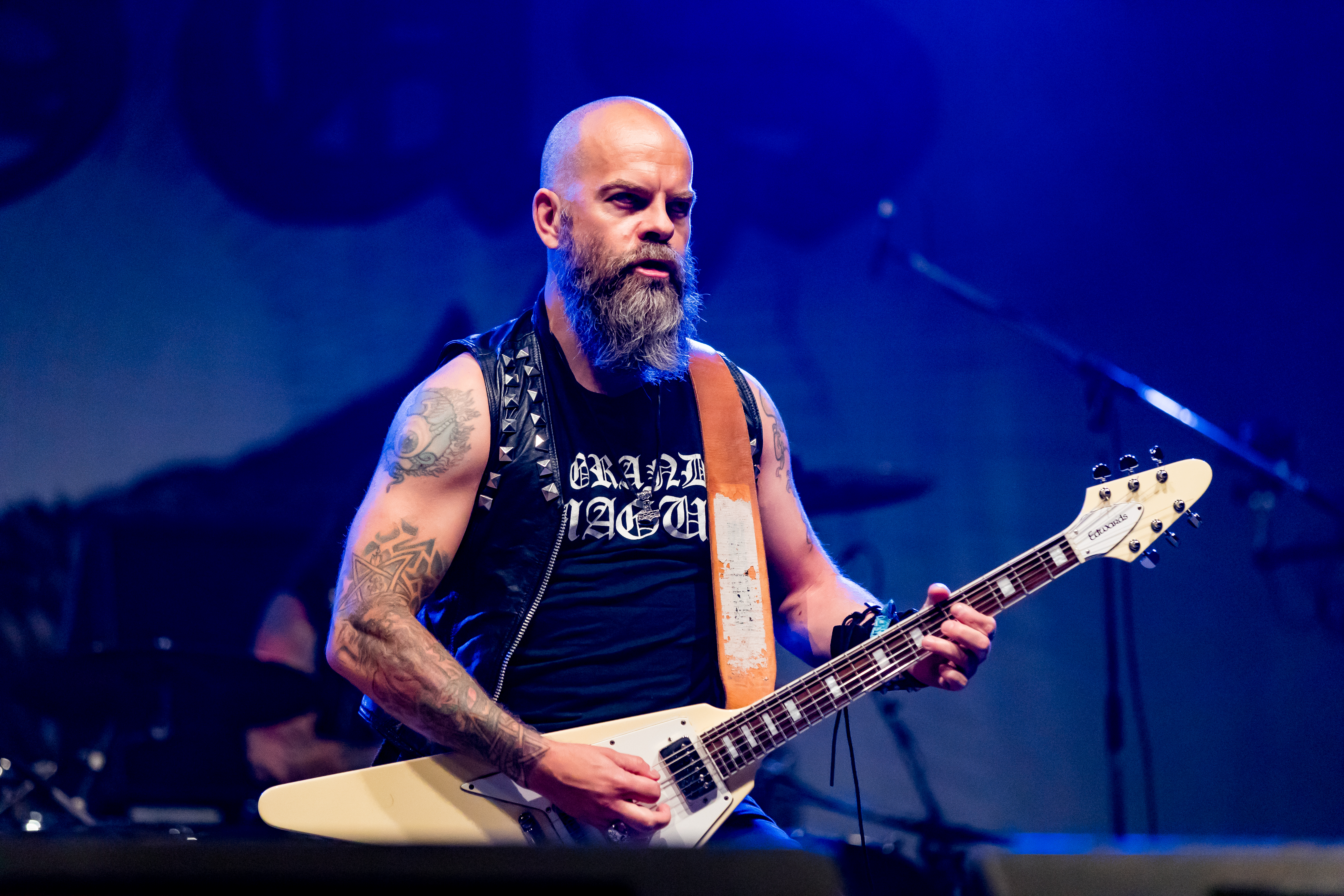
JB Christoffersson, 2016

Zespół powstał w 1996 roku w Sztokholmie pod nazwą Smack. Skład utworzyli gitarzysta i wokalista Janne „JB” Christoffersson, basista i wokalista Mats „Fox Skinner” Heden oraz perkusista Iggy. W 1999 roku funkcję perkusisty objął Fredrik „Trisse” Liefvendahl. Grupa przyjęła wówczas nazwę Grand Magus. Rok później grupa zarejestrowała demo. W 2001 roku na potrzeby splitu z grupą Spiritual Beggars muzycy zarejestrowali utwór pt. „It's Over”. Wkrótce potem zespół podpisał kontrakt wydawniczy z brytyjską wytwórnią muzyczną Rise Above Records. 5 listopada, tego samego roku do sprzedaży trafił debiut płytowy grupy pt. Grand Magus. Materiał został nagrany we współpracy z Fredem Estby'm, muzykiem i producentem znanym z występów w zespole Dismember. Rok później grupa koncertowała w Europie poprzedzając brytyjski zespół Orange Goblin. 
25 listopada 2003 roku ukazał się drugi album studyjny zespołu pt. Monument. Rok później trio wystąpiło m.in. na festiwalach Sweden Rock Festival w Szwecji i Roadburn Festival w Holandii. Trzeci album długogrający Grand Magus pt. Wolf’s Return ukazał się 14 czerwca 2005 roku. Wydawnictwo było promowane teledyskiem do utworu „Kingslayer”. Na początku 2006 roku grupa poprzedzała występy Cathedral w Europie. Wkrótce potem z zespołu odszedł Fredrik „Trisse” Liefvendahl, którego zastąpił Sebastian „Seb” Sippola. W 2007 roku trio koncertowało w Europie m.in. wraz z Firewind i Candlemass.
9 czerwca 2008 roku ukazał się czwarty album studyjny formacji pt. Iron Will. Wydawnictwo było promowana podczas koncertów wraz z At the Gates. W 2009 roku grupa dała szereg koncertów podczas letnich festiwali w Niemczech, Wielkiej Brytanii i Norwegii. Pod koniec roku zespół podpisał nowy kontrakt z wytwórnią muzyczną Roadrunner Records. 23 czerwca 2010 roku ukazał się piąty album studyjny grupy pt. Hammer of the North. Materiał był promowany teledyskami do utworów „Hammer of the North” i „At Midnight They'll Get Wise”, które wyreżyserował Patric Ullaeus. Następnie grupa udała się w United Kingdom Of Heavy Metal Tour wraz z Arch Enemy, Chthonic i Malefice. Pod koniec roku grupa koncertowała w Niemczech jako support Motörhead i Doro. W 2011 roku muzycy poprzedzali występy niemieckiej grupy Accept podczas Blood of the Nations Tour. Grupa wystąpiła także podczas licznych festiwali, m.in. takich jak: Hellfest Open Air we Francji, czy Ragnarock Open Air w Niemczech.

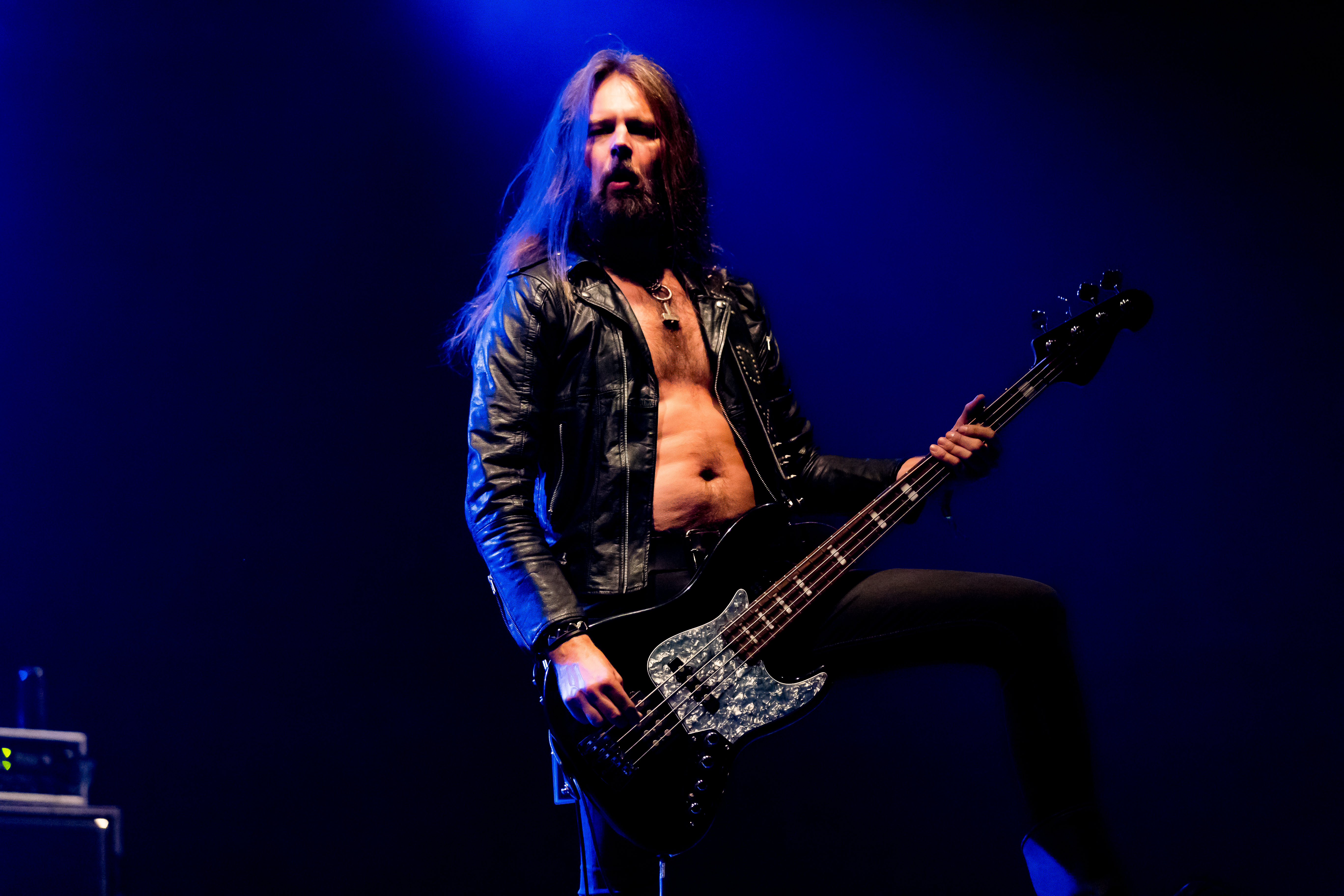
Fox Skinner, 2016

Na początku 2012 roku grupa podpisała kontrakt fonograficzny z wytwórnią płytową Nuclear Blast. W międzyczasie z zespołu odszedł Sebastian „Seb” Sippola, w miejsce którego muzycy zatrudnili Ludwiga Witta, związanego wcześniej z blackmetalową grupą Shining. Wydawnictwo było promowane podczas europejskich koncertów u boku Bullet, Skull Fist, Steelwing i Vanderbuyst. 25 maja tego samego roku trafił do sprzedaży szósty album studyjny Grand Magus zatytułowany The Hunt. W 2013 roku grupa dała liczne koncerty w Europie podczas Hunting Across Europe Tour wraz z Angel Witch i Enforcer.
31 stycznia 2014 roku został wydany siódmy album studyjny grupy pt. Triumph and Power. W ramach promocji do pochodzącego z płyty utworu pt. „Steel Versus Steel” został zrealizowany wideoklip. W marcu, także 2014 roku grupa odbyła trasę koncertową Rock Revelation Tour w Europie wraz z zespołami Audrey Horne, The Vintage Caravan i Zodiac. Natomiast pod koniec roku trio, w roli supportu zostało zaproszone na krótkie tournée grupy Behemoth w Wielkiej Brytanii. W 2015 roku grupa koncertowała w Europie wraz z norweskim kwintetem Enslaved. Ósmy album studyjny Grand Magus pt. Sword Songs został wydany 13 maja 2016 roku. Premierowe nagrania trio zaprezentowało szerokiej publiczności podczas letnich festiwali, m.in. Download Festival w Wielkiej Brytanii oraz Graspop Metal Meeting w Belgii. Na przełomie października i listopada grupa udałą się w europejską trasę koncertową u boku Amon Amarth i Testament.

## Muzycy

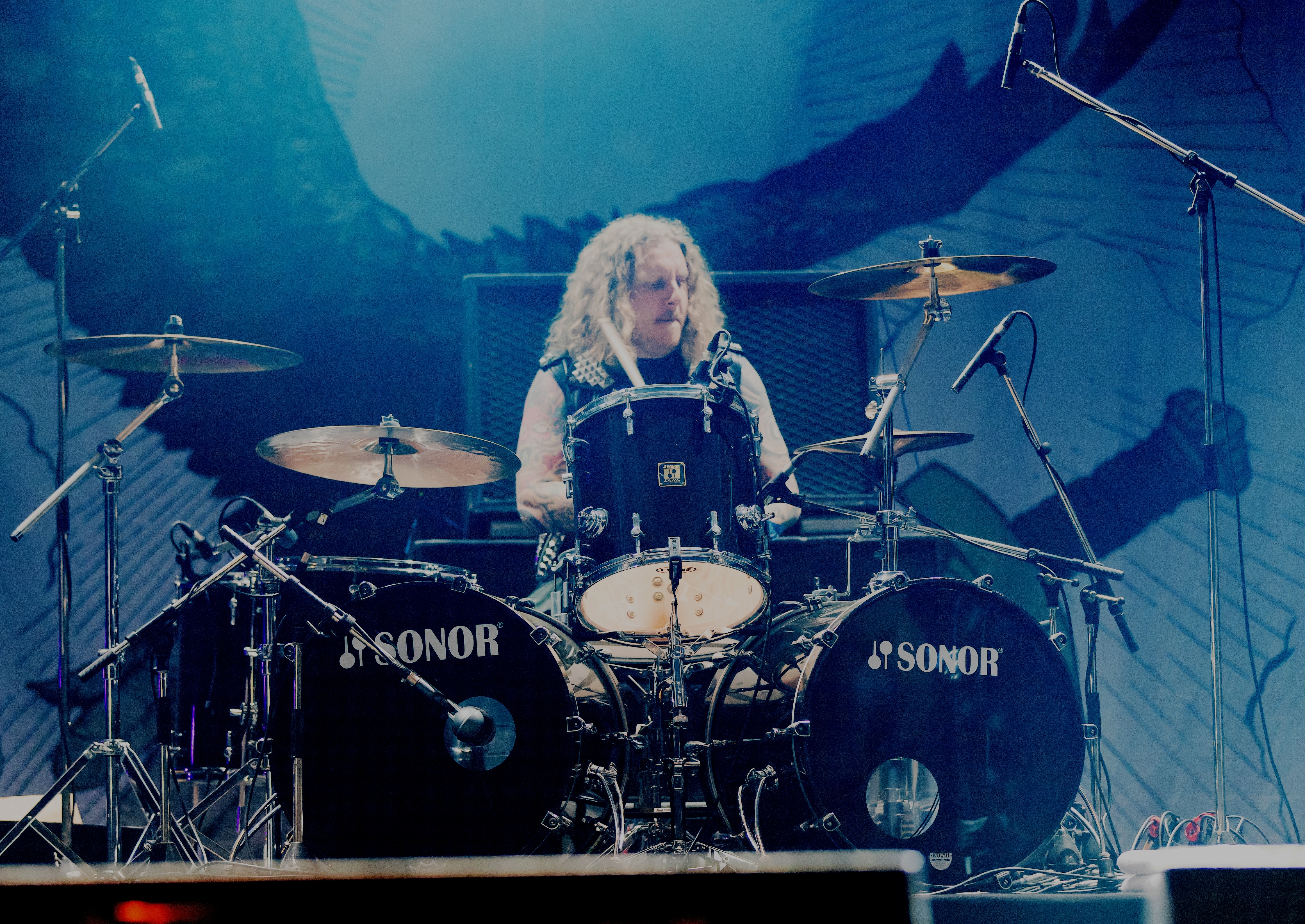
Ludwig Witt, 2016

| Obecny skład zespołu - Mats „Fox Skinner” Heden – gitara basowa, wokal wspierający (od 1996) - Janne „JB” Christoffersson – gitara, wokal prowadzący (od 1996) - Ludwig Witt – perkusja (od 2012) |  | Byli członkowie zespołu - Iggy – perkusja (1996–1999) - Fredrik „Trisse” Liefvendahl – perkusja (1999–2006) - Sebastian „Seb” Sippola – perkusja (2006–2012) Muzycy koncertowi - Per Wiberg – gitara basowa, wokal wspierający (2016) |

## Dyskografia
Albumy studyjne
| Grand Magus                             | - Data: 5 listopada 2001 - Wydawca: Rise Above Records  | –  | –  | –  | –   | –   |                  |
| Monument                                | - Data: 25 listopada 2003 - Wydawca: Rise Above Records | –  | –  | –  | –   | –   |                  |
| Wolf’s Return                           | - Data: 14 czerwca 2005 - Wydawca: Rise Above Records   | –  | –  | –  | –   | –   |                  |
| Iron Will                               | - Data: 9 czerwca 2008 - Wydawca: Rise Above Records    | –  | –  | –  | –   | –   |                  |
| Hammer of the North                     | - Data: 23 czerwca 2010 - Wydawca: Roadrunner Records   | 73 | 42 | –  | –   | –   |                  |
| The Hunt                                | - Data: 25 maja 2012 - Wydawca: Nuclear Blast           | 68 | 42 | 76 | –   | –   | - USA: 0,4 tys.+ |
| Triumph and Power                       | - Data: 31 stycznia 2014 - Wydawca: Nuclear Blast       | 36 | 21 | 59 | 192 | –   | - USA: 0,5 tys.+ |
| Sword Songs                             | - Data: 13 maja 2016 - Wydawca: Nuclear Blast           | 59 | 30 | 47 | 102 | 188 | - USA: 0,7 tys.+ |
| „–” oznacza, że album nie był notowany. |                                                         |    |    |    |     |     |                  |

Splity
| Tytuł                                                  | Dane dot. albumu                                 |
| ------------------------------------------------------ | ------------------------------------------------ |
| It's Over / Twilight Train (split z Spiritual Beggars) | - Data: 2001 - Wydawca: Southern Lord Recordings |

## Teledyski
| Tytuł                             | Rok  | Reżyseria      | Album               | Źródło |
| --------------------------------- | ---- | -------------- | ------------------- | ------ |
| „Kingslayer"                      | 2008 | –              | Wolf’s Return       | [ 12 ] |
| „Hammer of the North"             | 2010 | Patric Ullaeus | Hammer of the North | [ 20 ] |
| „At Midnight They'll Get Wise"    | 2010 | Patric Ullaeus | Hammer of the North | [ 21 ] |
| „Triumph and Power” (lyric video) | 2013 | –              | Triumph and Power   | [ 38 ] |
| „Steel Versus Steel"              | 2014 | –              | Triumph and Power   | [ 28 ] |
| „Varangian” (lyric video)         | 2016 | –              | Sword Songs         | [ 39 ] |